# 프래턴 파크
프래턴 파크(Fratton Park)는 영국의 축구경기장이다. 1898년에 개장했으며 개장 당시부터 현재까지 포츠머스 FC의 홈구장으로 사용되고 있다.

## 최다 관중 기록
- 51,385명 vs 더비 카운티 FC 1949년 2월 26일, FA컵 6라운드

## 평균 관중
- 1989-90: 8.959
- 1990-91: 9,681
- 1991-92: 11,789
- 1992-93: 13,706
- 1993-94: 11,692
- 1994-95: 8,629
- 1995-96: 9,503
- 1996-97: 8,723
- 1997-98: 11,149
- 1998-99: 11,956
- 1999-00: 13,906
- 2000-01: 13,707
- 2001-02: 15,121
- 2002-03: 18,934
- 2003-04: 20,108
- 2004-05: 20,072
- 2005-06: 19,840
- 2006-07: 19,862
- 2007-08: 20,438